# کوه کوپر
کوه کوپر (به انگلیسی: Peak Mountain) یک کوه در ایالات متحده آمریکا است که در کنتیکت واقع شده‌است.